# List apostolski (dokument papieski)
List apostolski (łac. epistola apostolica) − dokument doktrynalny Kościoła katolickiego stanowiący część nauczania papieskiego, zwykle adresowany do konkretnych osób.
W kategoriach ważności, wśród dokumentów papieskich jest uznawany za mniej znaczący niż konstytucja apostolska, encyklika czy adhortacja apostolska. Ustępują mu rangą list zwykły i motu proprio, to ostatnie zaliczane raczej do grupy dokumentów organizacyjnych wraz z bullami, brewami i dekretami papieskimi.